# ليون ماريا غيريرو الثالث
ليون ماريا غيريرو الثالث هو دبلوماسي فلبيني، ولد في 24 مارس 1915 في مانيلا في الفلبين، وتوفي بنفس المكان في 24 يونيو 1982.

## وصلات خارجية
- ليون ماريا غيريرو الثالث على موقع مونزينجر (الألمانية)